# Portrait de femme (Véronèse)
Pour les articles homonymes, voir Portrait de femme.
Portrait de femme – en italien Ritratto di gentildonna – est un tableau réalisé par le peintre italien Paul Véronèse vers 1565. Cette huile sur toile est le portrait sur fond sombre d'une jeune femme vénitienne richement parée, d'où son titre alternatif, Portrait d'une Vénitienne. Achetée en 1871, l'œuvre est conservée au musée de la Chartreuse, à Douai, dans le Nord, en France.